# Бейтс (округ)
Округ Бейтс (англ. Bates County) — округ штата Миссури, США. Население округа на 2009 год составляло 16 761 человек. Административный центр округа — город Батлер.

## История
Округ Бэйтс основан в 1841 году.

## География
Округ занимает площадь 2196.3 км2.

## Демография
Согласно оценке Бюро переписи населения США, в округе Бэйтс в 2009 году проживало 16 761 человек. Плотность населения составляла 7.6 человек на квадратный километр.